# Ammertzwiller
Ammertzwiller, anteriormente Ammerzwiller, era una comuna francesa situada en el departamento de Alto Rin y la colectividad europea de Alsacia, de la región de Gran Este, que el uno de enero de 2016 pasó a ser una comuna delegada de la comuna nueva de Bernwiller al fusionarse con la comuna de Bernwiller.

## Demografía
| Gráfica de evolución demográfica de Ammertzwiller entre 1800 y 2018 |
|                                                                     |

Los datos demográficos contemplados en este gráfico de la comuna de Ammertzwiller se han cogido de 1800 a 1999 de la página francesa EHESS/Cassini, y los demás datos de la página del INSEE.

## Patrimonio
- Fiesta del asno.